# 데라도마리정
데라도마리정(寺泊町)은 니가타현 중부 산토군에 존재했던 정이며, 호쿠리쿠 가도의 역참 마을로 알려졌다. 혼슈 내에서 사도와 최단 거리에 있어 사도와 사도를 오가는 사도기선이 정기 항로를 운항하는 등 예로부터 사도와 본토를 연결하는 거점 역할을 했다.  2006년 1월 1일 나가오카시에 편입해 소멸하였다. 

## 역사
- 1889년 4월 1일 - 정촌제 시행에 의해 데라도마리정이 성립하였다.
- 1901년 11월 1일 - 산토군 기타니시고시촌, 니시야마촌, 가타촌, 노즈미촌과 합병해 데라도마리정이 신설되었다.
- 1957년 7월 5일 - 산토군 오코즈촌의 일부를 편입하였다.
- 2006년 1월 1일 - 나가오카시에 편입해 소멸하였다.

## 행정
- 다카하시 마코토 (高橋 誠) (1988년 7월 3일부터)

## 경제
예로부터 어업이 성행하여 시가지 국도402호를 따라 해산물 점포가 즐비한 어시장 거리는 유명하다.간에츠 자동차도 개통 후에는 수많은 관광객들이 현 밖에서 찾게 되었다.각상어류 본사가 있다.
다이쇼 전기부터 1940년경까지는 양잠이 성행하였으나 전후에는 개간이나 토지 개량 사업이 실시되어 벼농사에 중점을 두게 되어 격감하였다

### 전기
일찍이 데라토마리정에는 전등 회사가 있었다. 사이가 후지요시가 1911년 9월에 사업 허가를 받아, 1912년 3월 미시마 전기를 설립하였다. 1914년 2월 사업을 개시하였다. 데라토마리 정에 발전소가 있어 공급 구역은 데라토마리 정이었다.

## 교통

### 철도
- 동일본 여객철도
  - 에치고 선

### 도로
- 국도 제116호선
- 국도 제402호선
- 국도 제460호선